# Hubert Leclaire
Hubert Wilhelm Leclaire (* 30. Mai 1906 in Mariadorf; † 19. Februar 1996 in Düsseldorf) war ein deutscher Polizist und als SS-Sturmscharführer (SS-Nummer 388.218) Leiter des Erkennungsdienstes der Politischen Abteilung des KZ Buchenwald.

## Leben
Leclaire trat 1926 in Münster als Polizeianwärter in den Polizeidienst ein. Nach dem Abschluss eines Lehrgangs an der Provinzial-Reitschule in Krefeld wurde Leclaire als Kriminalsekretär Angehöriger der Aachener Schutzpolizei bei der berittenen Abteilung. Ab Anfang Januar 1938 arbeitete er bei der Aachener Kriminalpolizei. 
Anfang Juni 1939 wurde Leclaire in das KZ Buchenwald zur Politischen Abteilung versetzt und unterstand dort als Leiter des Erkennungsdienstes dem Abteilungsleiter Wilhelm Frerichs. Leclaire war durch seine Misshandlungen während der Verhöre unter den KZ-Häftlingen sehr gefürchtet. Eugen Kogon, Häftling im KZ Buchenwald, berichtet darüber folgendes:
„Mitten in der Nacht kam Kriminalassistent Leclaire von der Politischen Abteilung. Der [gefolterte und nackte] Häftling wurde mit kaltem Wasser zu Bewusstsein gebracht und vorgeführt. Zur Auffrischung des Gedächtnisses verabreichte Leclaire zuerst ein paar Schläge mit dem Ochsenziemer über den Kopf. Das du nie mehr hier lebend herauskommst, darüber bist du dir doch im Klaren, nicht wahr? Und wenn du lügst, bekommst du Hiebe, bis du lachst!“
Noch 1945 wechselte Leclaire zur Abteilung Kriminalpolizei bei der Sicherheitspolizei Thüringen. Am 12. Dezember 1945 sagte der letzte Leiter der Staatspolizeistelle Weimar Hans Helmut Wolff aus, dass Leclaire an der Erschießung dreier Einwohner aus Neuern kurz vor dem Einmarsch der US-Armee beteiligt gewesen sei.
Nach Kriegsende tauchte Leclaire unter und lebte unter dem Pseudonym Herbert Mäder an wechselnden Orten. Seine Frau, Marianne Leclaire geb. Schweinsburg reichte deshalb 1948 in Weimar die Scheidung ein. Leclaire zog 1952 aus Frankreich wieder in die Bundesrepublik Deutschland und nahm wieder den Namen Hubert Leclaire an. Ab Anfang Oktober 1954 war Leclaire als Kriminalsekretär bei der Kreispolizeibehörde in Düsseldorf beschäftigt und danach als Kriminalmeister in Bochum. 
Gemeinsam mit Martin Sommer, dem „Henker von Buchenwald“, hatte Leclaire Häftlinge bis zur Bewusstlosigkeit gefoltert, deshalb wurde er angeklagt. Im November 1958, sprach die Erste Große Strafkammer in Düsseldorf den 52-jährigen Kriminalsekretär Leclaire zunächst „lediglich in drei Fällen für schuldig“. Am Ende erfolgte jedoch ein Freispruch. 
Leclaire wechselte 1959 von Bochum zur Kreispolizeibehörde nach Aachen.